# Er z Irlandii
Er – legendarny zwierzchni król Irlandii z trzema rodzonymi braćmi Orbą, Feronem (Fearonem) i Fergną (Feorgną, Fergenem) w roku 999 p.n.e. Syn Emera Finna, zwierzchniego króla Irlandii.
Er z Orbą, Feronem i Fergną pokonali i zabili Luigne’a i Laigne’a, swych braci stryjecznych, w bitwie pod Ard Ladhron. Ci wraz ze zmarłym niedawno Muimnem rządzili wspólnie Irlandią. Nie pozostawili po sobie żadnych spadkobierców. Er z braćmi rządził tylko przez pierwszą połowę roku, do czasu, kiedy zostali pokonani i zabici w bitwie pod Cuil Marta przez Iriala Faida, syna Eremona z drugiego małżeństwa. Ten w ten sposób mógł objąć zwierzchnią władzę nad wyspą. Roczników Czterech Mistrzów jednak podały, że po półrocznych rządach czterech synów Emera Finna, nastąpiło drugie półrocze rządów Nuady I Nechta, zaś ich półrocza tworzyły jeden rok. Niewykluczone, że rocznikarze średniowieczni uważali Nuadę za uzurpatora.